# Závišice
Závišice (německy Sawersdorf) jsou obec v okrese Nový Jičín v Moravskoslezském kraji, 3 km severozápadně od Kopřivnice. Obcí protéká z jihu na sever řeka Sedlnička. Žije zde přibližně 1 100 obyvatel.

## Historie
První písemná zmínka o obci pochází z roku 1354. Od 1. dubna 1976 do 23. listopadu 1990 byla obec součástí města Kopřivnice.

## Rodáci
P. Josef Hyvnar (1845 – 1923), ř. k. kněz, vysvěcen 1872 v Olomouci, naposledy farář ve Vrahovicích

## Pamětihodnosti
- Kostel sv. Cyrila a Metoděje byl postaven a vysvěcen v roce 1935.[7]
- Kostel svaté Kateřiny u zaniklé vsi Tamovice (fakticky na území města Štramberk). Dřevěný kostelík na úpatí vrchu Holivák pochází ze 14. století.[8]